# I liga polska w koszykówce mężczyzn (2018/2019)
I liga polska w koszykówce mężczyzn 2018/2019 – rozgrywki drugiej w hierarchii – po Polskiej Lidze Koszykówki (PLK) – klasy męskich ligowych rozgrywek koszykarskich w Polsce.
Zmagania toczyły się systemem kołowym, z fazą play-off oraz fazą play-out na zakończenie sezonu, a brało w nich udział 16 drużyn. Ich triumfator uzyskuje prawo gry w PLK, zaś najsłabsze drużyny relegowane są do II ligi.
Zwycięzcą rozgrywek została drużyna Enea Astoria Bydgoszcz, która pokonała w finale play-off FutureNet Śląsk Wrocław 3:0.

## Zespoły

### Prawo gry
Spośród zespołów występujących w I lidze w sezonie 2017/2018 do PLK awansował zwycięzca rozgrywek Spójnia Stargard. Ponadto zgodnie z regulaminem rozgrywek prawo do gry utracili: KSK Noteć Inowrocław, która zajęła ostatnie miejsce oraz KK Warszawa, Zetkama Doral Nysa Kłodzko i Siarka Tarnobrzeg, które odpadły w fazie play-out..
W sezonie 2017/2018 ostatnie miejsce w PLK zajęła drużyna Czarnych Słupsk, która została rozwiązana w trakcie rozgrywek. W związku z tym żaden zespół z ekstraklasy nie uzyskał prawa do gry w I lidze.
Zespoły, które występowały w I lidze w sezonie 2017/2018 i zachowały prawo do gry w tych rozgrywkach w sezonie 2018/2019 to:
- Biofarm Basket Poznań,
- Elektrobud-Investment Znicz Basket Pruszków,
- Enea Astoria Bydgoszcz,
- Energa Kotwica Kołobrzeg,
- GKS Tychy,
- Jamalex Polonia 1912 Leszno,
- Pogoń Prudnik,
- Polfarmex Kutno,
- R8 Basket AZS Politechnika Kraków,
- SKK Siedlce,
- Sokół Łańcut,
- WKS Śląsk Wrocław.

Drużyna R8 Basket AZS Politechnika Kraków mimo zachowania prawa do gry w rozgrywkach nie przystąpiła do procesu licencyjnego i nie będzie występować w sezonie 2018/2019 w I lidze.
Prawo gry w I lidze w sezonie 2018/2019 uzyskały trzy drużyny z II ligi:
- AZS AGH Kraków (zwycięzca rozgrywek II ligi w sezonie 2017/2018)[5],
- Górnik Wałbrzych (finalista II ligi w sezonie 2017/18)[6],
- Księżak Syntex Łowicz (brązowy medalista II ligi w sezonie 2017/18)[7].

Ponadto PZKosz przyznał dwie dzikie karty na udział w rozgrywkach I ligi w sezonie 2018/2019 które otrzymały drużyny:
- STK Czarni Słupsk,
- WKK Wrocław[8].

## System rozgrywek
Rozgrywki I ligi rozpoczęły się 29 września, kiedy to został rozegrany pierwszy mecz pierwszej kolejki.
Sezon 2018/2019 będzie składał się z dwóch etapów: sezonu zasadniczego oraz fazy play-off lub play-out.
W sezonie zasadniczym wszystkie zespoły będą rywalizowały ze sobą w systemie „każdy z każdym”, w którym każdy z klubów rozegra z każdym z pozostałych po 2 mecze ligowe. Po zakończeniu tej części rozgrywek 8 najwyżej sklasyfikowanych klubów przystąpi do fazy play-off. W ćwierćfinałach zmierzą się ze sobą drużyny, które w sezonie zasadniczym zajęły miejsca 1. i 8. (1. para), 2. i 7. (2. para), 3. i 6. (3. para) oraz 4. i 5. (4. para). Awans do półfinałów wywalczy w każdej z par zwycięzca 3 meczów, z kolei przegrani odpadną z dalszej rywalizacji i zostaną sklasyfikowani na miejscach 5–8 na podstawie miejsca zajętego w sezonie zasadniczym. W półfinałach rywalizować ze sobą będą zwycięzcy 1. i 4. pary ćwierćfinałowej oraz pary 2. i 3. Podobnie jak w ćwierćfinałach, również w półfinałach zwycięży klub, który wygra 3 spotkania. Drużyny, które tego dokonały zmierzą się ze sobą w finale, który toczył się będzie do wygrania przez któregoś z jego uczestników 3 meczów, a przegrani par półfinałowych zagrają ze sobą w meczu o trzecie miejsce, który rozegrany będzie do 2 zwycięstw.
Zespoły które zajmą miejsca 9-10 zakończą rozgrywki po sezonie zasadniczym.
W fazie play-out zmierzą się ze sobą drużyny, które w sezonie zasadniczym zajęły miejsca 11. i 16. (1 para), 12. i 15. (2 para) oraz 13. i 14. (3 para). Zwycięzcy 3 spotkań w każdej z par zajmą miejsca 11-13 na podstawie miejsca zajętego w sezonie zasadniczym, natomiast przegrani stracą prawo do gry w I lidze w sezonie 2019/20.

## Sezon zasadniczy

### Tabela
awans do play-off,
     udział w play-out,
| Lp. | Drużyna                           | M  | Mecze | Mecze | Punkty | Punkty | Punkty | Punkty   | Pkt |
| Lp. | Drużyna                           | M  | W     | P     | +      | -      | +/-    | Stosunek | Pkt |
| --- | --------------------------------- | -- | ----- | ----- | ------ | ------ | ------ | -------- | --- |
| 1.  | FutureNet Śląsk Wrocław           | 30 | 23    | 7     | 2732   | 2356   | +376   | 1,1596   | 53  |
| 2.  | Enea Astoria Bydgoszcz            | 30 | 21    | 9     | 2580   | 2362   | +218   | 1,0923   | 51  |
| 3.  | Rawlplug Sokół Łańcut             | 30 | 21    | 9     | 2572   | 2425   | +147   | 1,0606   | 51  |
| 4.  | STK Czarni Słupsk                 | 30 | 18    | 12    | 2440   | 2346   | +94    | 1,0401   | 48  |
| 5.  | WKK Wrocław                       | 30 | 16    | 14    | 2321   | 2393   | -72    | 0,9699   | 46  |
| 6.  | GKS Tychy                         | 30 | 16    | 14    | 2561   | 2467   | +94    | 1,0381   | 46  |
| 7.  | Biofarm Basket Poznań             | 30 | 16    | 14    | 2330   | 2339   | -9     | 0,9962   | 46  |
| 8.  | Górnik Trans.eu Wałbrzych         | 30 | 16    | 14    | 2253   | 2232   | +21    | 1,0094   | 46  |
| 9.  | Jamalex Polonia 1912 Leszno       | 30 | 15    | 15    | 2406   | 2354   | +52    | 1,0221   | 45  |
| 10. | Pogoń Prudnik                     | 30 | 15    | 15    | 2512   | 2509   | +3     | 1,0012   | 45  |
| 11. | Energa Kotwica Kołobrzeg          | 30 | 13    | 17    | 2434   | 2469   | -35    | 0,9858   | 43  |
| 12. | Polfarmex Kutno                   | 30 | 12    | 18    | 2313   | 2430   | -117   | 0,9519   | 42  |
| 13. | Elektrobud-Investment ZB Pruszków | 30 | 12    | 18    | 2125   | 2209   | -84    | 0,9620   | 42  |
| 14. | Księżak Syntex Łowicz             | 30 | 10    | 20    | 2383   | 2617   | -234   | 0,9106   | 40  |
| 15. | AZS AGH Kraków                    | 30 | 10    | 20    | 2292   | 2451   | -159   | 0,9351   | 40  |
| 16. | SKK Siedlce                       | 30 | 6     | 24    | 2426   | 2721   | -295   | 0,8916   | 36  |

### Wyniki
| Gospodarz/Gość                    | KRA     | POZ   | PRU   | BYD    | KOŁ    | WRO     | TYC    | WAŁ   | LES   | ŁOW    | PRD    | KUT    | ŁAŃ    | SIE    | SŁU     | WKK   |
| --------------------------------- | ------- | ----- | ----- | ------ | ------ | ------- | ------ | ----- | ----- | ------ | ------ | ------ | ------ | ------ | ------- | ----- |
| AZS AGH Kraków                    | —       | 83:73 | 64:75 | 64:84  | 79:70  | 97:88   | 76:90  | 68:73 | 95:75 | 84:81  | 76:65  | 75:86  | 78:82  | 94:72  | 66:87   | 93:74 |
| Biofarm Basket Poznań             | 77:67   | —     | 45:79 | 91:84  | 83:82  | 70:79   | 82:75  | 79:55 | 78:65 | 81:74  | 93:86  | 70:73  | 84:78  | 87:80  | 76:71   | 62:72 |
| Elektrobud-Investment ZB Pruszków | 73:71   | 67:61 | —     | 87:88  | 80:74  | 56:81   | 67:65  | 73:68 | 65:73 | 64:58  | 75:88  | 58:80  | 69:52  | 75:57  | 60:75   | 78:84 |
| Enea Astoria Bydgoszcz            | 76:85   | 93:62 | 82:78 | —      | 95:66  | 86:91   | 92:82  | 95:77 | 94:84 | 100:73 | 89:78  | 88:69  | 87:96  | 106:92 | 86:59   | 62:76 |
| Energa Kotwica Kołobrzeg          | 88:71   | 71:86 | 79:61 | 73:77  | —      | 80:76   | 99:84  | 95:80 | 56:76 | 98:66  | 87:81  | 102:80 | 68:90  | 98:93  | 64:84   | 79:68 |
| FutureNet Śląsk Wrocław           | 72:52   | 86:70 | 90:76 | 101:92 | 101:80 | —       | 94:61  | 91:78 | 86:82 | 123:88 | 98:75  | 87:77  | 105:71 | 121:79 | 96:83   | 91:72 |
| GKS Tychy                         | 112:102 | 94:83 | 86:70 | 76:78  | 94:85  | 97:84   | —      | 88:87 | 80:83 | 95:77  | 91:68  | 115:74 | 85:90  | 91:74  | 102:103 | 80:58 |
| Górnik Trans.eu Wałbrzych         | 91:56   | 70:72 | 62:51 | 76:66  | 70:68  | 75:72   | 73:65  | —     | 62:78 | 68:72  | 82:76  | 82:63  | 62:82  | 80:70  | 64:74   | 82:51 |
| Jamalex Polonia 1912 Leszno       | 94:55   | 86:96 | 70:63 | 72:58  | 88:77  | 88:102  | 101:97 | 76:88 | —     | 88:76  | 103:64 | 86:84  | 85:74  | 81:86  | 79:66   | 72:64 |
| Księżak Syntex Łowicz             | 94:89   | 85:82 | 70:56 | 73:84  | 76:86  | 77:100  | 75:82  | 90:88 | 97:80 | —      | 89:80  | 91:79  | 85:109 | 103:84 | 76:91   | 96:84 |
| Pogoń Prudnik                     | 102:81  | 92:80 | 85:83 | 103:89 | 82:79  | 87:80   | 107:88 | 87:88 | 78:72 | 89:84  | —      | 89:66  | 95:88  | 98:85  | 83:93   | 87:79 |
| Polfarmex Kutno                   | 80:66   | 63:64 | 82:87 | 64:94  | 87:85  | 63:90   | 61:75  | 73:77 | 73:71 | 76:59  | 82:76  | —      | 84:88  | 100:80 | 79:81   | 82:69 |
| Rawlplug Sokół Łańcut             | 75:66   | 89:88 | 88:84 | 73:95  | 104:93 | 82:79   | 89:97  | 68:74 | 86:82 | 86:68  | 98:89  | 84:77  | —      | 89:63  | 92:71   | 94:60 |
| SKK Siedlce                       | 73:85   | 83:90 | 80:87 | 81:82  | 81:86  | 102:104 | 89:71  | 81:95 | 85:78 | 104:81 | 74:96  | 72:86  | 73:91  | —      | 94:88   | 98:84 |
| STK Czarni Słupsk                 | 85:73   | 87:71 | 80:60 | 90:92  | 84:88  | 80:71   | 72:76  | 77:66 | 88:67 | 96:73  | 67:59  | 84:82  | 86:94  | 91:84  | —       | 71:73 |
| WKK Wrocław                       | 84:81   | 93:85 | 71:68 | 70:86  | 92:78  | 80:93   | 74:67  | 75:60 | 81:71 | 91:76  | 70:67  | 85:88  | 93:90  | 94:80  | 100:76  | —     |

### Statystyki po sezonie zasadniczym

#### Liderzy statystyk indywidualnych według średniej
| Kategoria                  | Gracz               | Drużyna                                     | Wynik |
| -------------------------- | ------------------- | ------------------------------------------- | ----- |
| Punkty                     | Aleksander Dziewa   | FutureNet Śląsk Wrocław                     | 21,04 |
| Zbiórki                    | Mateusz Szwed       | Elektrobud-Investment Znicz Basket Pruszków | 10,58 |
| Asysty                     | Adrian Kordalski    | STK Czarni Słupsk                           | 8,3   |
| Przechwyty                 | Mateusz Szwed       | Energa Kotwica Kołobrzeg                    | 2,67  |
| Bloki                      | Piotr Niedźwiedzki  | Górnik Trans.eu Wałbrzych                   | 2,29  |
| Straty                     | Tomasz Zych         | AZS AGH Kraków                              | 3,45  |
| Faule                      | Paweł Zmarlak       | GKS Tychy                                   | 3,90  |
| Czas gry                   | Jakub Patoka        | WKK Wrocław                                 | 35:20 |
| Skuteczność z gry          | Damian Cechniak     | STK Czarni Słupsk                           | 70,5% |
| Skuteczność rzutów wolnych | Damian Pieloch      | WKK Wrocław                                 | 93,9% |
| Skuteczność za 3           | Andrzej Paszkiewicz | Elektrobud-Investment Znicz Basket Pruszków | 45,3% |
| Eval                       | Aleksander Dziewa   | FutureNet Śląsk Wrocław                     | 24,8  |

#### Liderzy statystyk drużynowych według średniej
| Kategoria                    | Drużyna                                     | Wynik |
| ---------------------------- | ------------------------------------------- | ----- |
| Punkty                       | FutureNet Śląsk Wrocław                     | 91,1  |
| Zbiórki                      | FutureNet Śląsk Wrocław                     | 45,7  |
| Asysty                       | STK Czarni Słupsk                           | 20,6  |
| Przechwyty                   | Elektrobud-Investment Znicz Basket Pruszków | 8,7   |
| Bloki                        | Biofarm Basket Poznań                       | 3,7   |
| Straty                       | AZS AGH Kraków                              | 16,1  |
| Skuteczność z gry            | Enea Astoria Bydgoszcz                      | 49,0% |
| Skuteczność z rzutów wolnych | Pogoń Prudnik                               | 79,9% |
| Skuteczność za 3             | GKS Tychy                                   | 37,3% |

### Nagrody
Nagrody przyznane zostały po głosowaniu trenerów wszystkich klubów występujących w lidze.
- Najbardziej wartościowy zawodnik sezonu: Aleksander Dziewa
- Najlepsza piątka sezonu: Aleksander Dziewa, Marcin Flieger, Piotr Niedźwiedzki, Filip Małgorzaciak, Norbert Kulon
- Najlepszy trener: Tomasz Niedbalski
- Drużyna, której postawa była zaskoczeniem in plus: WKK Wrocław

## Faza play-off
|  |             |                           |             |                        |   |          |                         |          |  |  |       |       |       |
|  | Ćwierćfinał | Ćwierćfinał               | Ćwierćfinał |                        |   | Półfinał | Półfinał                | Półfinał |  |  | Finał | Finał | Finał |
|  | Ćwierćfinał | Ćwierćfinał               | Ćwierćfinał |                        |   | Półfinał | Półfinał                | Półfinał |  |  | Finał | Finał | Finał |
|  |             |                           |             |                        |   |          |                         |          |  |  |       |       |       |
|  |             |                           |             |                        |   |          |                         |          |  |  |       |       |       |
|  | 1           | FutureNet Śląsk Wrocław   | 3           |                        |   |          |                         |          |  |  |       |       |       |
|  | 1           | FutureNet Śląsk Wrocław   | 3           |                        |   |          |                         |          |  |  |       |       |       |
|  | 8           | Górnik Trans.eu Wałbrzych | 1           |                        |   |          |                         |          |  |  |       |       |       |
|  | 8           | Górnik Trans.eu Wałbrzych | 1           |                        |   | 1        | FutureNet Śląsk Wrocław | 3        |  |  |       |       |       |
|  |             |                           |             |                        |   | 1        | FutureNet Śląsk Wrocław | 3        |  |  |       |       |       |
|  |             |                           | 4           | STK Czarni Słupsk      | 2 |          |                         |          |  |  |       |       |       |
|  | 4           | STK Czarni Słupsk         | 4           | STK Czarni Słupsk      | 2 | 3        |                         |          |  |  |       |       |       |
|  | 4           | STK Czarni Słupsk         |             |                        |   |          |                         |          |  |  |       |       |       |
|  | 5           | WKK Wrocław               | 1           |                        |   |          |                         |          |  |  |       |       |       |
|  | 5           | WKK Wrocław               | 1           |                        |   | 1        | FutureNet Śląsk Wrocław | 0        |  |  |       |       |       |
|  |             |                           |             |                        |   |          |                         |          |  |  |       |       |       |
|  |             |                           | 2           | Enea Astoria Bydgoszcz | 3 |          |                         |          |  |  |       |       |       |
|  | 2           | Enea Astoria Bydgoszcz    | 2           | Enea Astoria Bydgoszcz | 3 | 3        |                         |          |  |  |       |       |       |
|  | 2           | Enea Astoria Bydgoszcz    |             |                        |   |          |                         |          |  |  |       |       |       |
|  | 7           | Biofarm Basket Poznań     | 0           |                        |   |          |                         |          |  |  |       |       |       |
|  | 7           | Biofarm Basket Poznań     | 0           |                        |   | 2        | Enea Astoria Bydgoszcz  | 3        |  |  |       |       |       |
|  |             |                           |             |                        |   | 2        | Enea Astoria Bydgoszcz  | 3        |  |  |       |       |       |
|  |             |                           | 3           | Rawlplug Sokół Łańcut  | 2 |          |                         |          |  |  |       |       |       |
|  | 3           | Rawlplug Sokół Łańcut     | 3           | Rawlplug Sokół Łańcut  | 2 | 3        |                         |          |  |  |       |       |       |
|  | 3           | Rawlplug Sokół Łańcut     |             |                        |   |          |                         |          |  |  |       |       |       |
|  | 6           | GKS Tychy                 | 1           |                        |   |          |                         |          |  |  |       |       |       |
|  | 6           | GKS Tychy                 | 1           |                        |   |          |                         |          |  |  |       |       |       |

o 3. miejsce
|  |              |                       |   |
|  | O 3. miejsce |                       |   |
|  |              |                       |   |
|  |              |                       |   |
|  |              |                       |   |
|  | 4            | STK Czarni Słupsk     | 2 |
|  | 4            | STK Czarni Słupsk     | 2 |
|  | 3            | Rawlplug Sokół Łańcut | 0 |
|  | 3            | Rawlplug Sokół Łańcut | 0 |
|  |              |                       |   |

### Ćwierćfinały
| 6 kwietnia 2019 15:00 | Raport | FutureNet Śląsk Wrocław 94 – 72 Górnik Trans.eu Wałbrzych | FutureNet Śląsk Wrocław 94 – 72 Górnik Trans.eu Wałbrzych | FutureNet Śląsk Wrocław 94 – 72 Górnik Trans.eu Wałbrzych |  | Wielofunkcyjna hala sportowa AWF, Wrocław Widownia: 976 Sędziowie: Adam Krasuski, Krzysztof Krajewski, Wojciech Majcherowicz |
| 6 kwietnia 2019 15:00 | Raport | Rezultaty w kwartach: 28-14, 18-10, 23-26, 25-22          |                                                           |                                                           |  | Wielofunkcyjna hala sportowa AWF, Wrocław Widownia: 976 Sędziowie: Adam Krasuski, Krzysztof Krajewski, Wojciech Majcherowicz |
| 6 kwietnia 2019 15:00 | Raport | Pkt: Jakóbczyk 24 Zb: Sasik 7 As: Kulon 4                 |                                                           | Pkt: Niedźwiedzki 25 Zb: Niedźwiedzki 17 As: Małecki 2    |  | Wielofunkcyjna hala sportowa AWF, Wrocław Widownia: 976 Sędziowie: Adam Krasuski, Krzysztof Krajewski, Wojciech Majcherowicz |

| 7 kwietnia 2019 15:00 | Raport | FutureNet Śląsk Wrocław 94 – 85 Górnik Trans.eu Wałbrzych                             | FutureNet Śląsk Wrocław 94 – 85 Górnik Trans.eu Wałbrzych | FutureNet Śląsk Wrocław 94 – 85 Górnik Trans.eu Wałbrzych                    |  | Wielofunkcyjna hala sportowa AWF, Wrocław Widownia: 976 Sędziowie: Marek Czernek, Arkadiusz Wojna, Michał Pogon |
| 7 kwietnia 2019 15:00 | Raport | Rezultaty w kwartach: 27-17, 22-26, 27-24, 18-18                                      |                                                           |                                                                              |  | Wielofunkcyjna hala sportowa AWF, Wrocław Widownia: 976 Sędziowie: Marek Czernek, Arkadiusz Wojna, Michał Pogon |
| 7 kwietnia 2019 15:00 | Raport | Pkt: Jakóbczyk 22 Zb: Jakóbczyk, Michałek po 7 każdy As: trzech zawodników po 3 każdy |                                                           | Pkt: Niedźwiedzki 22 Zb: Niedźwiedzki 9 As: Kruszczyński, Małecki po 5 każdy |  | Wielofunkcyjna hala sportowa AWF, Wrocław Widownia: 976 Sędziowie: Marek Czernek, Arkadiusz Wojna, Michał Pogon |

| 13 kwietnia 2019 17:00 | Raport | Górnik Trans.eu Wałbrzych 100 – 91 FutureNet Śląsk Wrocław | Górnik Trans.eu Wałbrzych 100 – 91 FutureNet Śląsk Wrocław | Górnik Trans.eu Wałbrzych 100 – 91 FutureNet Śląsk Wrocław  |  | Hala Widowiskowo - Sportowa Aqua Zdrój, Wałbrzych Widownia: 800 Sędziowie: Dariusz Nejman, Jacek Litawa, Maciej Krupiński |
| 13 kwietnia 2019 17:00 | Raport | Rezultaty w kwartach: 21-27, 21-18, 31-15, 27-31           |                                                            |                                                             |  | Hala Widowiskowo - Sportowa Aqua Zdrój, Wałbrzych Widownia: 800 Sędziowie: Dariusz Nejman, Jacek Litawa, Maciej Krupiński |
| 13 kwietnia 2019 17:00 | Raport | Pkt: Niedźwiedzki 23 Zb: Niedźwiedzki 14 As: Glapiński 6   |                                                            | Pkt: Jakóbczyk, Musiał po 15 każdy Zb: Dziewa 9 As: Kulon 5 |  | Hala Widowiskowo - Sportowa Aqua Zdrój, Wałbrzych Widownia: 800 Sędziowie: Dariusz Nejman, Jacek Litawa, Maciej Krupiński |

| 14 kwietnia 2019 17:00 | Raport | Górnik Trans.eu Wałbrzych 65 – 86 FutureNet Śląsk Wrocław         | Górnik Trans.eu Wałbrzych 65 – 86 FutureNet Śląsk Wrocław | Górnik Trans.eu Wałbrzych 65 – 86 FutureNet Śląsk Wrocław            |  | Hala Widowiskowo - Sportowa Aqua Zdrój, Wałbrzych Widownia: 800 Sędziowie: Marek Januszonek, Damian Kuziora, Michał Szybisty |
| 14 kwietnia 2019 17:00 | Raport | Rezultaty w kwartach: 18-20, 19-21, 14-23, 14-22                  |                                                           |                                                                      |  | Hala Widowiskowo - Sportowa Aqua Zdrój, Wałbrzych Widownia: 800 Sędziowie: Marek Januszonek, Damian Kuziora, Michał Szybisty |
| 14 kwietnia 2019 17:00 | Raport | Pkt: Niedźwiedzki, Wróbel po 13 każdy Zb: Spała 7 As: Glapiński 5 |                                                           | Pkt: trzech zawodników po 19 każdy Zb: Michałek 11 As: Skibniewski 5 |  | Hala Widowiskowo - Sportowa Aqua Zdrój, Wałbrzych Widownia: 800 Sędziowie: Marek Januszonek, Damian Kuziora, Michał Szybisty |
| 14 kwietnia 2019 17:00 | Raport | FutureNet Śląsk Wrocław wygrywa serię 3-1.                        |                                                           |                                                                      |  | Hala Widowiskowo - Sportowa Aqua Zdrój, Wałbrzych Widownia: 800 Sędziowie: Marek Januszonek, Damian Kuziora, Michał Szybisty |

| 6 kwietnia 2019 | Raport | STK Czarni Słupsk 90 – 92 WKK Wrocław            | STK Czarni Słupsk 90 – 92 WKK Wrocław | STK Czarni Słupsk 90 – 92 WKK Wrocław            |  | Hala Gryfia, Słupsk Widownia: 1380 Sędziowie: Robert Klukowski, Marcin Gawron, Tomasz Konopacki |
| 6 kwietnia 2019 | Raport | Rezultaty w kwartach: 29-26, 23-24, 21-24, 17-18 |                                       |                                                  |  | Hala Gryfia, Słupsk Widownia: 1380 Sędziowie: Robert Klukowski, Marcin Gawron, Tomasz Konopacki |
| 6 kwietnia 2019 | Raport | Pkt: Pełka 26 Zb: Pełka 10 As: Kordalski 9       |                                       | Pkt: Patoka 24 Zb: Patoka 14 As: Jędrzejewski 13 |  | Hala Gryfia, Słupsk Widownia: 1380 Sędziowie: Robert Klukowski, Marcin Gawron, Tomasz Konopacki |

| 7 kwietnia 2019 18:00 | Raport | STK Czarni Słupsk 77 – 71 WKK Wrocław            | STK Czarni Słupsk 77 – 71 WKK Wrocław | STK Czarni Słupsk 77 – 71 WKK Wrocław                |  | Hala Gryfia, Słupsk Widownia: 1150 Sędziowie: Jacek Dolski, Michał Trypuć, Cezary Kurowski |
| 7 kwietnia 2019 18:00 | Raport | Rezultaty w kwartach: 22-18, 16-11, 20-18, 19-24 |                                       |                                                      |  | Hala Gryfia, Słupsk Widownia: 1150 Sędziowie: Jacek Dolski, Michał Trypuć, Cezary Kurowski |
| 7 kwietnia 2019 18:00 | Raport | Pkt: Jakubiak 18 Zb: Pełka 11 As: Kordalski 9    |                                       | Pkt: Jędrzejewski 20 Zb: Patoka 8 As: Jędrzejewski 6 |  | Hala Gryfia, Słupsk Widownia: 1150 Sędziowie: Jacek Dolski, Michał Trypuć, Cezary Kurowski |

| 13 kwietnia 2019 18:00 | Raport | WKK Wrocław 73 – 99 STK Czarni Słupsk                      | WKK Wrocław 73 – 99 STK Czarni Słupsk | WKK Wrocław 73 – 99 STK Czarni Słupsk             |  | WKK Sport Center, Wrocław Widownia: 200 Sędziowie: Marek Januszonek, Damian Kuziora, Michał Szybisty |
| 13 kwietnia 2019 18:00 | Raport | Rezultaty w kwartach: 22-31, 15-21, 20-27, 16-20           |                                       |                                                   |  | WKK Sport Center, Wrocław Widownia: 200 Sędziowie: Marek Januszonek, Damian Kuziora, Michał Szybisty |
| 13 kwietnia 2019 18:00 | Raport | Pkt: Jędrzejewski 17 Zb: Ciechociński 6 As: Jędrzejewski 6 |                                       | Pkt: Wyszkowski 21 Zb: Cechniak 9 As: Kordalski 9 |  | WKK Sport Center, Wrocław Widownia: 200 Sędziowie: Marek Januszonek, Damian Kuziora, Michał Szybisty |

| 14 kwietnia 2019 18:00 | Raport | WKK Wrocław 83 – 87 STK Czarni Słupsk                 | WKK Wrocław 83 – 87 STK Czarni Słupsk | WKK Wrocław 83 – 87 STK Czarni Słupsk        |  | WKK Sport Center, Wrocław Widownia: 150 Sędziowie: Dariusz Nejman, Jacek Litawa, Maciej Krupiński |
| 14 kwietnia 2019 18:00 | Raport | Rezultaty w kwartach: 23-15, 19-32, 17-20, 24-20      |                                       |                                              |  | WKK Sport Center, Wrocław Widownia: 150 Sędziowie: Dariusz Nejman, Jacek Litawa, Maciej Krupiński |
| 14 kwietnia 2019 18:00 | Raport | Pkt: Pieloch 20 Zb: Ciechociński 7 As: Jędrzejewski 8 |                                       | Pkt: Seweryn 18 Zb: Pełka 12 As: Kordalski 9 |  | WKK Sport Center, Wrocław Widownia: 150 Sędziowie: Dariusz Nejman, Jacek Litawa, Maciej Krupiński |
| 14 kwietnia 2019 18:00 | Raport | STK Czarni Słupsk wygrywają serię 3-1.                |                                       |                                              |  | WKK Sport Center, Wrocław Widownia: 150 Sędziowie: Dariusz Nejman, Jacek Litawa, Maciej Krupiński |

| 6 kwietnia 2019 17:00 | Raport | Enea Astoria Bydgoszcz 89 – 80 Biofarm Basket Poznań | Enea Astoria Bydgoszcz 89 – 80 Biofarm Basket Poznań | Enea Astoria Bydgoszcz 89 – 80 Biofarm Basket Poznań                            |  | Artego Arena, Bydgoszcz Widownia: 1100 Sędziowie: Janusz Kiełbiński, Filip Marek, Bogna Podkowińska |
| 6 kwietnia 2019 17:00 | Raport | Rezultaty w kwartach: 21-29, 21-18, 27-17, 20-16     |                                                      |                                                                                 |  | Artego Arena, Bydgoszcz Widownia: 1100 Sędziowie: Janusz Kiełbiński, Filip Marek, Bogna Podkowińska |
| 6 kwietnia 2019 17:00 | Raport | Pkt: Frąckiewicz 21 Zb: Frąckiewicz 7 As: Kukiełka 7 |                                                      | Pkt: Flieger 20 Zb: Bręk, Metelski po 8 każdy As: Flieger, Jankowski po 4 każdy |  | Artego Arena, Bydgoszcz Widownia: 1100 Sędziowie: Janusz Kiełbiński, Filip Marek, Bogna Podkowińska |

| 7 kwietnia 2019 17:00 | Raport | Enea Astoria Bydgoszcz 87 – 75 Biofarm Basket Poznań                               | Enea Astoria Bydgoszcz 87 – 75 Biofarm Basket Poznań | Enea Astoria Bydgoszcz 87 – 75 Biofarm Basket Poznań |  | Artego Arena, Bydgoszcz Widownia: 1100 Sędziowie: Marek Januszonek, Michał Pietrakiewicz, Paweł Pacek |
| 7 kwietnia 2019 17:00 | Raport | Rezultaty w kwartach: 25-17, 20-25, 19-20, 23-13                                   |                                                      |                                                      |  | Artego Arena, Bydgoszcz Widownia: 1100 Sędziowie: Marek Januszonek, Michał Pietrakiewicz, Paweł Pacek |
| 7 kwietnia 2019 17:00 | Raport | Pkt: Kukiełka 18 Zb: Frąckiewicz, Nowakowski 9 As: Kukiełka, Nowakowski po 6 każdy |                                                      | Pkt: Flieger 14 Zb: Metelski 7 As: Flieger 6         |  | Artego Arena, Bydgoszcz Widownia: 1100 Sędziowie: Marek Januszonek, Michał Pietrakiewicz, Paweł Pacek |

| 13 kwietnia 2019 | Raport | Biofarm Basket Poznań 71 – 80 Enea Astoria Bydgoszcz | Biofarm Basket Poznań 71 – 80 Enea Astoria Bydgoszcz | Biofarm Basket Poznań 71 – 80 Enea Astoria Bydgoszcz |  | CityZen, Poznań Widownia: 700 Sędziowie: Paweł Baran, Tomasz Konopacki, Krzysztof Krajewski |
| 13 kwietnia 2019 | Raport | Rezultaty w kwartach: 17-20, 17-15, 22-24, 15-21     |                                                      |                                                      |  | CityZen, Poznań Widownia: 700 Sędziowie: Paweł Baran, Tomasz Konopacki, Krzysztof Krajewski |
| 13 kwietnia 2019 | Raport | Pkt: Flieger 21 Zb: Metelski 8 As: Flieger 7         |                                                      | Pkt: Grod 19 Zb: Frąckiewicz 9 As: Aleksandrowicz 4  |  | CityZen, Poznań Widownia: 700 Sędziowie: Paweł Baran, Tomasz Konopacki, Krzysztof Krajewski |
| 13 kwietnia 2019 | Raport | Enea Astoria Bydgoszcz wygrywa serię 3-0.            |                                                      |                                                      |  | CityZen, Poznań Widownia: 700 Sędziowie: Paweł Baran, Tomasz Konopacki, Krzysztof Krajewski |

| 6 kwietnia 2019 17:30 | Raport | Rawlplug Sokół Łańcut 90 – 81 GKS Tychy            | Rawlplug Sokół Łańcut 90 – 81 GKS Tychy | Rawlplug Sokół Łańcut 90 – 81 GKS Tychy                        |  | Hala MOSiR, Łańcut Widownia: 350 Sędziowie: Paweł Baran, Mirosław Wysocki, Jakub Adameczek |
| 6 kwietnia 2019 17:30 | Raport | Rezultaty w kwartach: 19-20, 28-20, 23-22, 20-19   |                                         |                                                                |  | Hala MOSiR, Łańcut Widownia: 350 Sędziowie: Paweł Baran, Mirosław Wysocki, Jakub Adameczek |
| 6 kwietnia 2019 17:30 | Raport | Pkt: Małgorzaciak 24 Zb: Szymański 12 As: Zywert 7 |                                         | Pkt: Wieloch 19 Zb: trzech zawodników po 6 każdy As: Zmarlak 4 |  | Hala MOSiR, Łańcut Widownia: 350 Sędziowie: Paweł Baran, Mirosław Wysocki, Jakub Adameczek |

| 7 kwietnia 2019 17:30 | Raport | Rawlplug Sokół Łańcut 83 – 79 GKS Tychy          | Rawlplug Sokół Łańcut 83 – 79 GKS Tychy | Rawlplug Sokół Łańcut 83 – 79 GKS Tychy        |  | Hala MOSiR, Łańcut Widownia: 400 Sędziowie: Paweł Baran, Mirosław Wysocki, Jakub Adameczek |
| 7 kwietnia 2019 17:30 | Raport | Rezultaty w kwartach: 14-21, 29-23, 15-14, 25-21 |                                         |                                                |  | Hala MOSiR, Łańcut Widownia: 400 Sędziowie: Paweł Baran, Mirosław Wysocki, Jakub Adameczek |
| 7 kwietnia 2019 17:30 | Raport | Pkt: Klima 22 Zb: Kulikowski 10 As: Zywert 6     |                                         | Pkt: Jankowski 25 Zb: Zmarlak 6 As: Wieloch 11 |  | Hala MOSiR, Łańcut Widownia: 400 Sędziowie: Paweł Baran, Mirosław Wysocki, Jakub Adameczek |

| 13 kwietnia 2019 18:00 | Raport | GKS Tychy 95 – 91 Rawlplug Sokół Łańcut          | GKS Tychy 95 – 91 Rawlplug Sokół Łańcut | GKS Tychy 95 – 91 Rawlplug Sokół Łańcut                        |  | Hala Sportowa, Tychy Widownia: 300 Sędziowie: Janusz Kiełbiński, Rafał Zuchowicz, Paweł Pacek |
| 13 kwietnia 2019 18:00 | Raport | Rezultaty w kwartach: 19-23, 25-23, 27-19, 24-26 |                                         |                                                                |  | Hala Sportowa, Tychy Widownia: 300 Sędziowie: Janusz Kiełbiński, Rafał Zuchowicz, Paweł Pacek |
| 13 kwietnia 2019 18:00 | Raport | Pkt: Jankowski 30 Zb: Zmarlak 11 As: Wieloch 5   |                                         | Pkt: Klima, Małgorzaciak po 19 każdy Zb: Zywert 8 As: Zywert 8 |  | Hala Sportowa, Tychy Widownia: 300 Sędziowie: Janusz Kiełbiński, Rafał Zuchowicz, Paweł Pacek |

| 14 kwietnia 2019 18:00 | Raport | GKS Tychy 89 – 103 Rawlplug Sokół Łańcut                             | GKS Tychy 89 – 103 Rawlplug Sokół Łańcut | GKS Tychy 89 – 103 Rawlplug Sokół Łańcut                      |  | Hala Sportowa, Tychy Widownia: 383 Sędziowie: Radosław Szagun, Michał Pietrakiewicz, Marcin Olejnik |
| 14 kwietnia 2019 18:00 | Raport | Rezultaty w kwartach: 24-16, 26-29, 24-24, 15-34                     |                                          |                                                               |  | Hala Sportowa, Tychy Widownia: 383 Sędziowie: Radosław Szagun, Michał Pietrakiewicz, Marcin Olejnik |
| 14 kwietnia 2019 18:00 | Raport | Pkt: Jankowski 24 Zb: Jankowski, Krakowczyk po 5 każdy As: Zmarlak 7 |                                          | Pkt: Sewioł 24 Zb: Kulikowski, Sewioł po 7 każdy As: Zywert 8 |  | Hala Sportowa, Tychy Widownia: 383 Sędziowie: Radosław Szagun, Michał Pietrakiewicz, Marcin Olejnik |
| 14 kwietnia 2019 18:00 | Raport | Rawlplug Sokół Łańcut wygrywa serię 3-1.                             |                                          |                                                               |  | Hala Sportowa, Tychy Widownia: 383 Sędziowie: Radosław Szagun, Michał Pietrakiewicz, Marcin Olejnik |

### Półfinały
| 27 kwietnia 2019 18:00 | Raport | FutureNet Śląsk Wrocław 85 – 80 STK Czarni Słupsk                                    | FutureNet Śląsk Wrocław 85 – 80 STK Czarni Słupsk | FutureNet Śląsk Wrocław 85 – 80 STK Czarni Słupsk |  | Wielofunkcyjna hala sportowa AWF, Wrocław Widownia: 959 Sędziowie: Dariusz Nejman, Marek Czernek, Damian Kuziora |
| 27 kwietnia 2019 18:00 | Raport | Rezultaty w kwartach: 19-23, 19-17, 21-21, 26-19                                     |                                                   |                                                   |  | Wielofunkcyjna hala sportowa AWF, Wrocław Widownia: 959 Sędziowie: Dariusz Nejman, Marek Czernek, Damian Kuziora |
| 27 kwietnia 2019 18:00 | Raport | Pkt: Skibniewski 20 Zb: Kulon, Tomczak po 7 każdy As: czterech zawodników po 3 każdy |                                                   | Pkt: Pełka 21 Zb: Pełka 7 As: Kordalski 7         |  | Wielofunkcyjna hala sportowa AWF, Wrocław Widownia: 959 Sędziowie: Dariusz Nejman, Marek Czernek, Damian Kuziora |

| 28 kwietnia 2019 18:00 | Raport | FutureNet Śląsk Wrocław 72 – 86 STK Czarni Słupsk            | FutureNet Śląsk Wrocław 72 – 86 STK Czarni Słupsk | FutureNet Śląsk Wrocław 72 – 86 STK Czarni Słupsk                    |  | Wielofunkcyjna hala sportowa AWF, Wrocław Widownia: 965 Sędziowie: Marek Januszonek, Michał Pietrakiewicz, Bogna Podkowińska |
| 28 kwietnia 2019 18:00 | Raport | Rezultaty w kwartach: 12-14, 17-25, 21-27, 22-20             |                                                   |                                                                      |  | Wielofunkcyjna hala sportowa AWF, Wrocław Widownia: 965 Sędziowie: Marek Januszonek, Michał Pietrakiewicz, Bogna Podkowińska |
| 28 kwietnia 2019 18:00 | Raport | Pkt: Kulon 20 Zb: Dziewa 9 As: Kulon, Skibniewski po 3 każdy |                                                   | Pkt: Kordalski 22 Zb: Cechniak, Kordalski po 8 każdy As: Kordalski 5 |  | Wielofunkcyjna hala sportowa AWF, Wrocław Widownia: 965 Sędziowie: Marek Januszonek, Michał Pietrakiewicz, Bogna Podkowińska |

| 4 maja 2019 19:00 | Raport | STK Czarni Słupsk 76 – 85 FutureNet Śląsk Wrocław | STK Czarni Słupsk 76 – 85 FutureNet Śląsk Wrocław | STK Czarni Słupsk 76 – 85 FutureNet Śląsk Wrocław |  | Hala Gryfia, Słupsk Widownia: 1985 Sędziowie: Robert Klukowski, Marcin Gawron, Tomasz Konopacki |
| 4 maja 2019 19:00 | Raport | Rezultaty w kwartach: 18-15, 22-29, 16-20, 20-21  |                                                   |                                                   |  | Hala Gryfia, Słupsk Widownia: 1985 Sędziowie: Robert Klukowski, Marcin Gawron, Tomasz Konopacki |
| 4 maja 2019 19:00 | Raport | Pkt: Kordalski 20 Zb: Cechniak 10 As: Kordalski 7 |                                                   | Pkt: Dziewa 20 Zb: Dziewa 13 As: Kulon 8          |  | Hala Gryfia, Słupsk Widownia: 1985 Sędziowie: Robert Klukowski, Marcin Gawron, Tomasz Konopacki |

| 5 maja 2019 19:00 | Raport | STK Czarni Słupsk 103 – 101 FutureNet Śląsk Wrocław | STK Czarni Słupsk 103 – 101 FutureNet Śląsk Wrocław | STK Czarni Słupsk 103 – 101 FutureNet Śląsk Wrocław                    |  | Hala Gryfia, Słupsk Widownia: 1730 Sędziowie: Dariusz Nejman, Jacek Dolski, Paweł Pacek |
| 5 maja 2019 19:00 | Raport | Rezultaty w kwartach: 17-24, 22-24, 27-28, 37-25    |                                                     |                                                                        |  | Hala Gryfia, Słupsk Widownia: 1730 Sędziowie: Dariusz Nejman, Jacek Dolski, Paweł Pacek |
| 5 maja 2019 19:00 | Raport | Pkt: Kordalski 37 Zb: Pełka 9 As: Kordalski 9       |                                                     | Pkt: Jakóbczyk, Jarmakowicz po 21 każdy Zb: Dziewa 7 As: Skibniewski 8 |  | Hala Gryfia, Słupsk Widownia: 1730 Sędziowie: Dariusz Nejman, Jacek Dolski, Paweł Pacek |

| 8 maja 2019 18:00 | Raport | FutureNet Śląsk Wrocław 82 – 81 STK Czarni Słupsk                      | FutureNet Śląsk Wrocław 82 – 81 STK Czarni Słupsk | FutureNet Śląsk Wrocław 82 – 81 STK Czarni Słupsk                 |  | Wielofunkcyjna hala sportowa AWF, Wrocław Widownia: 976 Sędziowie: Marek Januszonek, Marek Czernek, Damian Kuziora |
| 8 maja 2019 18:00 | Raport | Rezultaty w kwartach: 16-22, 29-34, 23-19, 14-6                        |                                                   |                                                                   |  | Wielofunkcyjna hala sportowa AWF, Wrocław Widownia: 976 Sędziowie: Marek Januszonek, Marek Czernek, Damian Kuziora |
| 8 maja 2019 18:00 | Raport | Pkt: Jarmakowicz 18 Zb: Dziewa, Jakóbczyk po 6 każdy As: Skibniewski 5 |                                                   | Pkt: Jakubiak, Pełka po 16 każdy Zb: Kordalski 10 As: Wieczorek 4 |  | Wielofunkcyjna hala sportowa AWF, Wrocław Widownia: 976 Sędziowie: Marek Januszonek, Marek Czernek, Damian Kuziora |
| 8 maja 2019 18:00 | Raport | FutureNet Śląsk Wrocław wygrywa serię 3-2.                             |                                                   |                                                                   |  | Wielofunkcyjna hala sportowa AWF, Wrocław Widownia: 976 Sędziowie: Marek Januszonek, Marek Czernek, Damian Kuziora |

| 27 kwietnia 2019 17:00 | Raport | Enea Astoria Bydgoszcz 95 – 70 Rawlplug Sokół Łańcut | Enea Astoria Bydgoszcz 95 – 70 Rawlplug Sokół Łańcut | Enea Astoria Bydgoszcz 95 – 70 Rawlplug Sokół Łańcut |  | Artego Arena, Bydgoszcz Widownia: 1300 Sędziowie: Janusz Kiełbiński, Filip Marek, Marcin Gawron |
| 27 kwietnia 2019 17:00 | Raport | Rezultaty w kwartach: 21-13, 27-21, 22-13, 25-23     |                                                      |                                                      |  | Artego Arena, Bydgoszcz Widownia: 1300 Sędziowie: Janusz Kiełbiński, Filip Marek, Marcin Gawron |
| 27 kwietnia 2019 17:00 | Raport | Pkt: Frąckiewicz 22 Zb: Dłuski 11 As: Nowakowski 11  |                                                      | Pkt: Karolak 21 Zb: Kulikowski 6 As: Zywert 9        |  | Artego Arena, Bydgoszcz Widownia: 1300 Sędziowie: Janusz Kiełbiński, Filip Marek, Marcin Gawron |

| 28 kwietnia 2019 17:00 | Raport | Enea Astoria Bydgoszcz 83 – 87 Rawlplug Sokół Łańcut | Enea Astoria Bydgoszcz 83 – 87 Rawlplug Sokół Łańcut | Enea Astoria Bydgoszcz 83 – 87 Rawlplug Sokół Łańcut                |  | Artego Arena, Bydgoszcz Widownia: 1300 Sędziowie: Robert Klukowski, Tomasz Konopacki, Paweł Pacek |
| 28 kwietnia 2019 17:00 | Raport | Rezultaty w kwartach: 20-28, 23-24, 20-13, 20-22     |                                                      |                                                                     |  | Artego Arena, Bydgoszcz Widownia: 1300 Sędziowie: Robert Klukowski, Tomasz Konopacki, Paweł Pacek |
| 28 kwietnia 2019 17:00 | Raport | Pkt: Kukiełka 22 Zb: Dłuski 11 As: Nowakowski 9      |                                                      | Pkt: Małgorzaciak 24 Zb: Sewioł, Szymański po 7 każdy As: Zywert 15 |  | Artego Arena, Bydgoszcz Widownia: 1300 Sędziowie: Robert Klukowski, Tomasz Konopacki, Paweł Pacek |

| 4 maja 2019 17:30 | Raport | Rawlplug Sokół Łańcut 99 – 79 Enea Astoria Bydgoszcz | Rawlplug Sokół Łańcut 99 – 79 Enea Astoria Bydgoszcz | Rawlplug Sokół Łańcut 99 – 79 Enea Astoria Bydgoszcz  |  | Hala MOSiR, Łańcut Widownia: 450 Sędziowie: Marek Czernek, Jacek Litawa, Maciej Krupiński |
| 4 maja 2019 17:30 | Raport | Rezultaty w kwartach: 29-21, 25-26, 20-15, 25-17     |                                                      |                                                       |  | Hala MOSiR, Łańcut Widownia: 450 Sędziowie: Marek Czernek, Jacek Litawa, Maciej Krupiński |
| 4 maja 2019 17:30 | Raport | Pkt: Sewioł 23 Zb: Sewioł 9 As: Zywert 10            |                                                      | Pkt: Aleksandrowicz 14 Zb: Dłuski 10 As: Nowakowski 5 |  | Hala MOSiR, Łańcut Widownia: 450 Sędziowie: Marek Czernek, Jacek Litawa, Maciej Krupiński |

| 5 maja 2019 17:30 | Raport | Rawlplug Sokół Łańcut 68 – 74 Enea Astoria Bydgoszcz | Rawlplug Sokół Łańcut 68 – 74 Enea Astoria Bydgoszcz | Rawlplug Sokół Łańcut 68 – 74 Enea Astoria Bydgoszcz   |  | Hala MOSiR, Łańcut Sędziowie: Janusz Kiełbiński, Filip Marek, Jakub Adameczek |
| 5 maja 2019 17:30 | Raport | Rezultaty w kwartach: 14-23, 13-15, 27-13, 14-23     |                                                      |                                                        |  | Hala MOSiR, Łańcut Sędziowie: Janusz Kiełbiński, Filip Marek, Jakub Adameczek |
| 5 maja 2019 17:30 | Raport | Pkt: Małgorzaciak 15 Zb: Sewioł 12 As: Zywert 7      |                                                      | Pkt: Nowakowski 21 Zb: Frąckiewicz 11 As: Nowakowski 5 |  | Hala MOSiR, Łańcut Sędziowie: Janusz Kiełbiński, Filip Marek, Jakub Adameczek |

| 8 maja 2019 19:00 | Raport | Enea Astoria Bydgoszcz 89 – 66 Rawlplug Sokół Łańcut                                      | Enea Astoria Bydgoszcz 89 – 66 Rawlplug Sokół Łańcut | Enea Astoria Bydgoszcz 89 – 66 Rawlplug Sokół Łańcut |  | Artego Arena, Bydgoszcz Widownia: 1450 Sędziowie: Janusz Kiełbiński, Jacek Litawa, Jacek Dolski |
| 8 maja 2019 19:00 | Raport | Rezultaty w kwartach: 24-14, 29-15, 22-16, 14-21                                          |                                                      |                                                      |  | Artego Arena, Bydgoszcz Widownia: 1450 Sędziowie: Janusz Kiełbiński, Jacek Litawa, Jacek Dolski |
| 8 maja 2019 19:00 | Raport | Pkt: Kukiełka, Nowakowski po 16 każdy Zb: Frąckiewicz 12 As: Nowakowski, Śpica po 6 każdy |                                                      | Pkt: Małgorzaciak 19 Zb: Kulikowski 6 As: Zywert 7   |  | Artego Arena, Bydgoszcz Widownia: 1450 Sędziowie: Janusz Kiełbiński, Jacek Litawa, Jacek Dolski |
| 8 maja 2019 19:00 | Raport | Enea Astoria Bydgoszcz wygrywa serię 3-2.                                                 |                                                      |                                                      |  | Artego Arena, Bydgoszcz Widownia: 1450 Sędziowie: Janusz Kiełbiński, Jacek Litawa, Jacek Dolski |

### Mecz o 3. miejsce
| 11 maja 2019 19:00 | Raport | STK Czarni Słupsk 79 – 75 Rawlplug Sokół Łańcut  | STK Czarni Słupsk 79 – 75 Rawlplug Sokół Łańcut | STK Czarni Słupsk 79 – 75 Rawlplug Sokół Łańcut      |  | Hala Gryfia, Słupsk Widownia: 1144 Sędziowie: Dariusz Nejman, Marek Januszonek, Paweł Pacek |
| 11 maja 2019 19:00 | Raport | Rezultaty w kwartach: 20-25, 18-19, 21-18, 20-13 |                                                 |                                                      |  | Hala Gryfia, Słupsk Widownia: 1144 Sędziowie: Dariusz Nejman, Marek Januszonek, Paweł Pacek |
| 11 maja 2019 19:00 | Raport | Pkt: Kordalski 19 Zb: Pełka 11 As: Kordalski 16  |                                                 | Pkt: Małgorzaciak 30 Zb: Małgorzaciak 8 As: Zywert 8 |  | Hala Gryfia, Słupsk Widownia: 1144 Sędziowie: Dariusz Nejman, Marek Januszonek, Paweł Pacek |

| 18 maja 2019 17:30 | Raport | Rawlplug Sokół Łańcut 65 – 82 STK Czarni Słupsk  | Rawlplug Sokół Łańcut 65 – 82 STK Czarni Słupsk | Rawlplug Sokół Łańcut 65 – 82 STK Czarni Słupsk |  | Hala Gryfia, Słupsk Widownia: 450 Sędziowie: Janusz Kiełbiński, Filip Marek, Bogna Podkowińska |
| 18 maja 2019 17:30 | Raport | Rezultaty w kwartach: 18-25, 13-16, 18-22, 16-19 |                                                 |                                                 |  | Hala Gryfia, Słupsk Widownia: 450 Sędziowie: Janusz Kiełbiński, Filip Marek, Bogna Podkowińska |
| 18 maja 2019 17:30 | Raport | Pkt: Klima 14 Zb: Klima 9 As: Zywert 7           |                                                 | Pkt: Pełka 21 Zb: Pełka 9 As: Jakubiak 6        |  | Hala Gryfia, Słupsk Widownia: 450 Sędziowie: Janusz Kiełbiński, Filip Marek, Bogna Podkowińska |
| 18 maja 2019 17:30 | Raport | STK Czarni Słupsk wygrywa serię 2-0.             |                                                 |                                                 |  | Hala Gryfia, Słupsk Widownia: 450 Sędziowie: Janusz Kiełbiński, Filip Marek, Bogna Podkowińska |

### Finał
| 11 maja 2019 19:00 | Raport | FutureNet Śląsk Wrocław 79 – 97 Enea Astoria Bydgoszcz | FutureNet Śląsk Wrocław 79 – 97 Enea Astoria Bydgoszcz | FutureNet Śląsk Wrocław 79 – 97 Enea Astoria Bydgoszcz                 |  | Wielofunkcyjna hala sportowa AWF, Wrocław Widownia: 976 Sędziowie: Marek Czernek, Jacek Litawa, Jakub Adameczek |
| 11 maja 2019 19:00 | Raport | Rezultaty w kwartach: 31-30, 20-22, 10-22, 18-23       |                                                        |                                                                        |  | Wielofunkcyjna hala sportowa AWF, Wrocław Widownia: 976 Sędziowie: Marek Czernek, Jacek Litawa, Jakub Adameczek |
| 11 maja 2019 19:00 | Raport | Pkt: Dziewa 18 Zb: Dziewa 11 As: Skibniewski 7         |                                                        | Pkt: Dłuski, Nowakowski po 15 każdy Zb: Frąckiewicz 9 As: Nowakowski 7 |  | Wielofunkcyjna hala sportowa AWF, Wrocław Widownia: 976 Sędziowie: Marek Czernek, Jacek Litawa, Jakub Adameczek |

| 12 maja 2019 19:00 | Raport | FutureNet Śląsk Wrocław 85 – 86 Enea Astoria Bydgoszcz | FutureNet Śląsk Wrocław 85 – 86 Enea Astoria Bydgoszcz | FutureNet Śląsk Wrocław 85 – 86 Enea Astoria Bydgoszcz  |  | Wielofunkcyjna hala sportowa AWF, Wrocław Widownia: 976 Sędziowie: Jacek Dolski, Robert Klukowski, Marcin Gawron |
| 12 maja 2019 19:00 | Raport | Rezultaty w kwartach: 19-22, 25-22, 19-21, 22-21       |                                                        |                                                         |  | Wielofunkcyjna hala sportowa AWF, Wrocław Widownia: 976 Sędziowie: Jacek Dolski, Robert Klukowski, Marcin Gawron |
| 12 maja 2019 19:00 | Raport | Pkt: Musiał 32 Zb: Dziewa 8 As: Skibniewski 5          |                                                        | Pkt: Frąckiewicz 20 Zb: Frąckiewicz 10 As: Nowakowski 8 |  | Wielofunkcyjna hala sportowa AWF, Wrocław Widownia: 976 Sędziowie: Jacek Dolski, Robert Klukowski, Marcin Gawron |

| 19 maja 2019 17:00 | Raport | Enea Astoria Bydgoszcz 86 – 77 FutureNet Śląsk Wrocław | Enea Astoria Bydgoszcz 86 – 77 FutureNet Śląsk Wrocław | Enea Astoria Bydgoszcz 86 – 77 FutureNet Śląsk Wrocław         |  | Artego Arena, Bydgoszcz Widownia: 1490 Sędziowie: Marek Czernek, Tomasz Konopacki, Maciej Krupiński |
| 19 maja 2019 17:00 | Raport | Rezultaty w kwartach: 25-24, 24-15, 18-19, 19-19       |                                                        |                                                                |  | Artego Arena, Bydgoszcz Widownia: 1490 Sędziowie: Marek Czernek, Tomasz Konopacki, Maciej Krupiński |
| 19 maja 2019 17:00 | Raport | Pkt: Nowakowski 19 Zb: Dłuski 14 As: Nowakowski 7      |                                                        | Pkt: Dziewa 20 Zb: Dziewa, Skibniewski po 7 każdy As: Musiał 5 |  | Artego Arena, Bydgoszcz Widownia: 1490 Sędziowie: Marek Czernek, Tomasz Konopacki, Maciej Krupiński |
| 19 maja 2019 17:00 | Raport | Enea Astoria Bydgoszcz wygrywa serię 3-0.              |                                                        |                                                                |  | Artego Arena, Bydgoszcz Widownia: 1490 Sędziowie: Marek Czernek, Tomasz Konopacki, Maciej Krupiński |

## Faza play-out
| 6 kwietnia 2019 18:00 | Raport | Energa Kotwica Kołobrzeg 72 – 79 SKK Siedlce                    | Energa Kotwica Kołobrzeg 72 – 79 SKK Siedlce | Energa Kotwica Kołobrzeg 72 – 79 SKK Siedlce                             |  | Hala Milenium, Kołobrzeg Widownia: 150 Sędziowie: Jacek Dolski, Michał Trypuć, Cezary Kurowski |
| 6 kwietnia 2019 18:00 | Raport | Rezultaty w kwartach: 8-18, 19-21, 19-19, 26-21                 |                                              |                                                                          |  | Hala Milenium, Kołobrzeg Widownia: 150 Sędziowie: Jacek Dolski, Michał Trypuć, Cezary Kurowski |
| 6 kwietnia 2019 18:00 | Raport | Pkt: Bodych 14 Zb: czterech zawodników po 5 każdy As: Stanios 4 |                                              | Pkt: Sobiło, Wróbel po 14 każdy Zb: Król 9 As: Król, Pławucki po 5 każdy |  | Hala Milenium, Kołobrzeg Widownia: 150 Sędziowie: Jacek Dolski, Michał Trypuć, Cezary Kurowski |

| 7 kwietnia 2019 17:00 | Raport | Energa Kotwica Kołobrzeg 82 – 71 SKK Siedlce               | Energa Kotwica Kołobrzeg 82 – 71 SKK Siedlce | Energa Kotwica Kołobrzeg 82 – 71 SKK Siedlce |  | Hala Milenium, Kołobrzeg Widownia: 120 Sędziowie: Robert Klukowski, Marcin Gawron, Tomasz Konopacki |
| 7 kwietnia 2019 17:00 | Raport | Rezultaty w kwartach: 28-20, 17-14, 22-9, 15-28            |                                              |                                              |  | Hala Milenium, Kołobrzeg Widownia: 120 Sędziowie: Robert Klukowski, Marcin Gawron, Tomasz Konopacki |
| 7 kwietnia 2019 17:00 | Raport | Pkt: Grujić 21 Zb: Grujić, Wrona po 11 każdy As: Stanios 5 |                                              | Pkt: Wróbel 23 Zb: Król 6 As: Pławucki 6     |  | Hala Milenium, Kołobrzeg Widownia: 120 Sędziowie: Robert Klukowski, Marcin Gawron, Tomasz Konopacki |

| 13 kwietnia 2019 13:00 | Raport | SKK Siedlce 72 – 80 Energa Kotwica Kołobrzeg            | SKK Siedlce 72 – 80 Energa Kotwica Kołobrzeg | SKK Siedlce 72 – 80 Energa Kotwica Kołobrzeg                                       |  | Hala OSiR, Siedlce Widownia: 150 Sędziowie: Marek Czernek, Michał Pogon, Bartłomiej Chodorowski |
| 13 kwietnia 2019 13:00 | Raport | Rezultaty w kwartach: 8-20, 26-25, 25-20, 13-15         |                                              |                                                                                    |  | Hala OSiR, Siedlce Widownia: 150 Sędziowie: Marek Czernek, Michał Pogon, Bartłomiej Chodorowski |
| 13 kwietnia 2019 13:00 | Raport | Pkt: Sobiło 17 Zb: Król, Wróbel po 6 każdy As: Wróbel 5 |                                              | Pkt: Przyborowski 17 Zb: Bodych, Wrona po 8 każdy As: trzech zawodników po 2 każdy |  | Hala OSiR, Siedlce Widownia: 150 Sędziowie: Marek Czernek, Michał Pogon, Bartłomiej Chodorowski |

| 14 kwietnia 2019 13:00 | Raport | SKK Siedlce 81 – 83 Energa Kotwica Kołobrzeg                                    | SKK Siedlce 81 – 83 Energa Kotwica Kołobrzeg | SKK Siedlce 81 – 83 Energa Kotwica Kołobrzeg |  | Hala OSiR, Siedlce Widownia: 150 Sędziowie: Grzegorz Dziopak, Błażej Rymarczyk, Grzegorz Łata |
| 14 kwietnia 2019 13:00 | Raport | Rezultaty w kwartach: 20-9, 19-29, 19-20, 23-25                                 |                                              |                                              |  | Hala OSiR, Siedlce Widownia: 150 Sędziowie: Grzegorz Dziopak, Błażej Rymarczyk, Grzegorz Łata |
| 14 kwietnia 2019 13:00 | Raport | Pkt: Król 18 Zb: Król, Sobiło po 6 każdy As: Wróbel 6                           |                                              | Pkt: Stanios 16 Zb: Bodych 10 As: Suliński 8 |  | Hala OSiR, Siedlce Widownia: 150 Sędziowie: Grzegorz Dziopak, Błażej Rymarczyk, Grzegorz Łata |
| 14 kwietnia 2019 13:00 | Raport | Energa Kotwica Kołobrzeg wygrywa serię 3-1. SKK Siedlce spadło do drugiej ligi. |                                              |                                              |  | Hala OSiR, Siedlce Widownia: 150 Sędziowie: Grzegorz Dziopak, Błażej Rymarczyk, Grzegorz Łata |

| 6 kwietnia 2019 17:30 | Raport | Polfarmex Kutno 86 – 74 AZS AGH Kraków           | Polfarmex Kutno 86 – 74 AZS AGH Kraków | Polfarmex Kutno 86 – 74 AZS AGH Kraków                              |  | Hala Sportowa SP nr 9, Kutno Widownia: 430 Sędziowie: Radosław Szagun, Marcin Olejnik, Rafał Zuchowicz |
| 6 kwietnia 2019 17:30 | Raport | Rezultaty w kwartach: 22-20, 22-10, 19-25, 23-19 |                                        |                                                                     |  | Hala Sportowa SP nr 9, Kutno Widownia: 430 Sędziowie: Radosław Szagun, Marcin Olejnik, Rafał Zuchowicz |
| 6 kwietnia 2019 17:30 | Raport | Pkt: Majewski 17 Zb: Marek 6 As: Majewski 4      |                                        | Pkt: Mamcarczyk, Włodarczyk po 15 każdy Zb: Mamcarczyk 7 As: Zych 4 |  | Hala Sportowa SP nr 9, Kutno Widownia: 430 Sędziowie: Radosław Szagun, Marcin Olejnik, Rafał Zuchowicz |

| 7 kwietnia 2019 17:30 | Raport | Polfarmex Kutno 105 – 69 AZS AGH Kraków                                  | Polfarmex Kutno 105 – 69 AZS AGH Kraków | Polfarmex Kutno 105 – 69 AZS AGH Kraków |  | Hala Sportowa SP nr 9, Kutno Widownia: 520 Sędziowie: Janusz Kiełbiński, Filip Marek, Maciej Krupiński |
| 7 kwietnia 2019 17:30 | Raport | Rezultaty w kwartach: 28-21, 34-17, 19-21, 24-10                         |                                         |                                         |  | Hala Sportowa SP nr 9, Kutno Widownia: 520 Sędziowie: Janusz Kiełbiński, Filip Marek, Maciej Krupiński |
| 7 kwietnia 2019 17:30 | Raport | Pkt: Gospodarek 23 Zb: Marek 10 As: Czyżnielewski, Gospodarek po 6 każdy |                                         | Pkt: Deja 15 Zb: Podworski 6 As: Zych 7 |  | Hala Sportowa SP nr 9, Kutno Widownia: 520 Sędziowie: Janusz Kiełbiński, Filip Marek, Maciej Krupiński |

| 13 kwietnia 2019 18:00 | Raport | AZS AGH Kraków 86 – 82 Polfarmex Kutno           | AZS AGH Kraków 86 – 82 Polfarmex Kutno | AZS AGH Kraków 86 – 82 Polfarmex Kutno           |  | Hala Sportowa AGH, Kraków Widownia: 250 Sędziowie: Damian Myszka, Mirosław Wysocki, Jakub Adameczek |
| 13 kwietnia 2019 18:00 | Raport | Rezultaty w kwartach: 22-26, 20-18, 23-17, 21-21 |                                        |                                                  |  | Hala Sportowa AGH, Kraków Widownia: 250 Sędziowie: Damian Myszka, Mirosław Wysocki, Jakub Adameczek |
| 13 kwietnia 2019 18:00 | Raport | Pkt: Czerwonka 20 Zb: Czerwonka 7 As: Zych 4     |                                        | Pkt: Pawlak 18 Zb: Czyżnielewski 7 As: Sobczak 4 |  | Hala Sportowa AGH, Kraków Widownia: 250 Sędziowie: Damian Myszka, Mirosław Wysocki, Jakub Adameczek |

| 14 kwietnia 2019 18:00 | Raport | AZS AGH Kraków 68 – 75 Polfarmex Kutno                                    | AZS AGH Kraków 68 – 75 Polfarmex Kutno | AZS AGH Kraków 68 – 75 Polfarmex Kutno     |  | Hala Sportowa AGH, Kraków Widownia: 250 Sędziowie: Janusz Kiełbiński, Rafał Zuchowicz, Paweł Pacek |
| 14 kwietnia 2019 18:00 | Raport | Rezultaty w kwartach: 21-23, 20-10, 17-24, 10-18                          |                                        |                                            |  | Hala Sportowa AGH, Kraków Widownia: 250 Sędziowie: Janusz Kiełbiński, Rafał Zuchowicz, Paweł Pacek |
| 14 kwietnia 2019 18:00 | Raport | Pkt: Mamcarczyk 13 Zb: Deja 8 As: Zych 5                                  |                                        | Pkt: Sobczak 19 Zb: Marek 8 As: Majewski 4 |  | Hala Sportowa AGH, Kraków Widownia: 250 Sędziowie: Janusz Kiełbiński, Rafał Zuchowicz, Paweł Pacek |
| 14 kwietnia 2019 18:00 | Raport | Polfarmex Kutno wygrywa serię 3-1. AZS AGH Kraków spadło do drugiej ligi. |                                        |                                            |  | Hala Sportowa AGH, Kraków Widownia: 250 Sędziowie: Janusz Kiełbiński, Rafał Zuchowicz, Paweł Pacek |

| 6 kwietnia 2019 18:00 | Raport | Elektrobud-Investment ZB Pruszków 83 – 75 Księżak Syntex Łowicz | Elektrobud-Investment ZB Pruszków 83 – 75 Księżak Syntex Łowicz | Elektrobud-Investment ZB Pruszków 83 – 75 Księżak Syntex Łowicz |  | Centrum Widowiskowo Sportowe, Ożarów Mazowiecki Widownia: 450 Sędziowie: Dariusz Nejman, Grzegorz Szeremeta, Bartłomiej Chodorowski |
| 6 kwietnia 2019 18:00 | Raport | Rezultaty w kwartach: 27-19, 18-20, 14-14, 24-22                |                                                                 |                                                                 |  | Centrum Widowiskowo Sportowe, Ożarów Mazowiecki Widownia: 450 Sędziowie: Dariusz Nejman, Grzegorz Szeremeta, Bartłomiej Chodorowski |
| 6 kwietnia 2019 18:00 | Raport | Pkt: Paszkiewicz 20 Zb: Szwed 10 As: Kamiński, Szwed po 4 każdy |                                                                 | Pkt: Kobus 18 Zb: Salamonik 11 As: Grzeliński 4                 |  | Centrum Widowiskowo Sportowe, Ożarów Mazowiecki Widownia: 450 Sędziowie: Dariusz Nejman, Grzegorz Szeremeta, Bartłomiej Chodorowski |

| 7 kwietnia 2019 18:00 | Raport | Elektrobud-Investment ZB Pruszków 77 – 67 Księżak Syntex Łowicz | Elektrobud-Investment ZB Pruszków 77 – 67 Księżak Syntex Łowicz | Elektrobud-Investment ZB Pruszków 77 – 67 Księżak Syntex Łowicz |  | Centrum Widowiskowo Sportowe, Ożarów Mazowiecki Widownia: 450 Sędziowie: Grzegorz Dziopak, Damian Kuziora, Michał Szybisty |
| 7 kwietnia 2019 18:00 | Raport | Rezultaty w kwartach: 20-24, 15-11, 24-17, 18-15                |                                                                 |                                                                 |  | Centrum Widowiskowo Sportowe, Ożarów Mazowiecki Widownia: 450 Sędziowie: Grzegorz Dziopak, Damian Kuziora, Michał Szybisty |
| 7 kwietnia 2019 18:00 | Raport | Pkt: Kamiński, Szwed po 16 każdy Zb: Szwed 11 As: Tradecki 5    |                                                                 | Pkt: Ratajczak 24 Zb: Ratajczak 7 As: Grzeliński 6              |  | Centrum Widowiskowo Sportowe, Ożarów Mazowiecki Widownia: 450 Sędziowie: Grzegorz Dziopak, Damian Kuziora, Michał Szybisty |

| 13 kwietnia 2019 18:00 | Raport | Księżak Syntex Łowicz 83 – 77 Elektrobud-Investment ZB Pruszków | Księżak Syntex Łowicz 83 – 77 Elektrobud-Investment ZB Pruszków | Księżak Syntex Łowicz 83 – 77 Elektrobud-Investment ZB Pruszków          |  | Hala OSiR nr 1, Łowicz Widownia: 250 Sędziowie: Adam Krasuski, Wojciech Majcherowicz, Bogna Podkowińska |
| 13 kwietnia 2019 18:00 | Raport | Rezultaty w kwartach: 23-23, 16-17, 20-12, 24-25                |                                                                 |                                                                          |  | Hala OSiR nr 1, Łowicz Widownia: 250 Sędziowie: Adam Krasuski, Wojciech Majcherowicz, Bogna Podkowińska |
| 13 kwietnia 2019 18:00 | Raport | Pkt: Salamonik 21 Zb: Kobus 12 As: Grzeliński 9                 |                                                                 | Pkt: Kamiński 24 Zb: Olszewski, Szwed po 8 każdy As: Tradecki, Wieluński |  | Hala OSiR nr 1, Łowicz Widownia: 250 Sędziowie: Adam Krasuski, Wojciech Majcherowicz, Bogna Podkowińska |

| 14 kwietnia 2019 18:00 | Raport | Księżak Syntex Łowicz 54 – 71 Elektrobud-Investment ZB Pruszków                                   | Księżak Syntex Łowicz 54 – 71 Elektrobud-Investment ZB Pruszków | Księżak Syntex Łowicz 54 – 71 Elektrobud-Investment ZB Pruszków |  | Hala OSiR nr 1, Łowicz Widownia: 280 Sędziowie: Marek Czernek, Cezary Kurowski, Michał Pogon |
| 14 kwietnia 2019 18:00 | Raport | Rezultaty w kwartach: 18-21, 12-15, 12-18, 12-17                                                  |                                                                 |                                                                 |  | Hala OSiR nr 1, Łowicz Widownia: 280 Sędziowie: Marek Czernek, Cezary Kurowski, Michał Pogon |
| 14 kwietnia 2019 18:00 | Raport | Pkt: Kobus, Ratajczak po 17 każdy Zb: Kobus 12 As: Grzeliński 4                                   |                                                                 | Pkt: Kamiński 17 Zb: Szwed 13 As: Tradecki 4                    |  | Hala OSiR nr 1, Łowicz Widownia: 280 Sędziowie: Marek Czernek, Cezary Kurowski, Michał Pogon |
| 14 kwietnia 2019 18:00 | Raport | Elektrobud-Investment ZB Pruszków wygrywa serię 3-1. Księżak Syntex Łowicz spadł do drugiej ligi. |                                                                 |                                                                 |  | Hala OSiR nr 1, Łowicz Widownia: 280 Sędziowie: Marek Czernek, Cezary Kurowski, Michał Pogon |

## Klasyfikacja końcowa
| Lp. | Drużyna                           |
| --- | --------------------------------- |
| 1.  | Enea Astoria Bydgoszcz            |
| 2.  | FutureNet Śląsk Wrocław           |
| 3.  | STK Czarni Słupsk                 |
| 4.  | Sokół Łańcut                      |
| 5.  | WKK Wrocław                       |
| 6.  | GKS Tychy                         |
| 7.  | Biofarm Basket Poznań             |
| 8.  | Górnik Trans.eu Wałbrzych         |
| 9.  | Jamalex Polonia 1912 Leszno       |
| 10. | Pogoń Prudnik                     |
| 11. | Energa Kotwica Kołobrzeg          |
| 12. | Polfarmex Kutno                   |
| 13. | Elektrobud-Investment ZB Pruszków |
| 14. | Księżak Syntex Łowicz             |
| 15. | AZS AGH Kraków                    |
| 16. | SKK Siedlce                       |